# Andrea Calderón
Andrea Calderón (* 5. März 1993) ist eine ecuadorianische Mittelstreckenläuferin, die sich auf den 800-Meter-Lauf spezialisiert hat.

## Sportliche Laufbahn
Erste internationale Erfahrungen sammelte Andrea Calderón im Jahr 2012, als sie bei den U23-Südamerikameisterschaften in São Paulo in 2:08,51 min die Bronzemedaille im 800-Meter-Lauf hinter der Brasilianerin Jéssica dos Santos und Evangelina Thomas aus Argentinien gewann. Im Jahr darauf belegte sie bei den Südamerikameisterschaften in Cartagena in 2:12,72 min den neunten Platz über 800 Meter und anschließend erreichte sie bei den Juegos Bolivarianos in Trujillo in 2:07,61 min Rang vier und wurde auch mit der ecuadorianischen 4-mal-400-Meter-Staffel in 3:46,14 min Vierte. 2014 nahm sie an den Südamerikaspielen in Santiago de Chile teil und klassierte sich dort mit 2:15,60 min auf dem neunten Platz, ehe sie bei den U23-Südamerikameisterschaften in Montevideo in 2:10,59 min Sechste wurde und im 400-Meter-Lauf mit 57,60 s in der ersten Runde ausschied.
2017 gewann sie dann bei den Südamerikameisterschaften in Luque in 2:07,25 min die Silbermedaille hinter der Kolumbianerin Johana Arrieta und anschließend gewann sie auch bei den Juegos Bolivarianos in Santa Marta mit neuem Landesrekord von 2:04,00 min Silber hinter der Kolumbianerin Rosangélica Escobar. Zudem belegte sie dort in der 4-mal-400-Meter-Staffel in 3:41,69 min den vierten Platz. Im Jahr darauf wurde sie bei den Südamerikaspielen in Cochabamba in 2:17,83 min Fünfte und anschließend belegte sie bei den Ibero-Amerikanischen Meisterschaften in Trujillo in 2:10,24 min ebenfalls Rang fünf. 2019 gewann sie bei den Südamerikameisterschaften in Lima in 2:05,49 min die Silbermedaille hinter der Uruguayerin Déborah Rodríguez und belegte im Staffelbewerb in 3:42,91 min den sechsten Platz. Anschließend startete sie über 800 Meter bei den Panamerikanischen Spielen ebendort, kam mit 2:08,49 min aber nicht über die Vorrunde hinaus. 2021 belegte sie dann bei den Südamerikameisterschaften im heimischen Guayaquil in 2:06,14 min den vierten Platz über 800 Meter und erreichte nach 4:23,44 min den fünften Platz im 1500-Meter-Lauf. Im Jahr darauf belegte sie bei den Ibero-Amerikanischen Meisterschaften in La Nucia in 2:05,55 min den fünften Platz über 800 Meter und kam im 1500-Meter-Lauf nicht ins Ziel. Anschließend gewann sie bei den Juegos Bolivarianos in Valledupar in 2:05,89 min die Bronzemedaille über 800 Meter hinter der Kolumbianerin Rosangélica Escobar und Anita Poma aus Peru. Zudem gelangte sie über 1500 Meter mit 4:20,47 min auf Rang vier. Im Oktober nahm sie an den Südamerikaspielen in Asunción teil und wurde dort in 2:10,21 min Vierte über 800 Meter und gelangte auch mit der 4-mal-400-Meter-Staffel mit 3:39,87 min auf Rang vier.
2023 belegte sie bei den Südamerikameisterschaften in São Paulo in 2:05,68 min den fünften Platz über 800 Meter und gelangte mit 4:25,11 min auf Rang sechs über 1500 Meter. Zudem belegte sie mit der 4-mal-400-Meter-Staffel in 3:46,43 min den vierten Platz. Im Jahr darauf belegte sie bei den Ibero-Amerikanischen Meisterschaften in Cuiabá in 9:45,67 min den fünften Platz im 3000-Meter-Lauf und gelangte mit 4:29,18 min auf Rang acht über 1500 Meter.
In den Jahren 2021, 2023 und 2024 wurde Calderón ecuadorianische Meisterin im 800- und 1500-Meter-Lauf.

## Persönliche Bestleistungen
- 400 Meter: 56,19 s, 24. März 2018 in Cuenca
- 800 Meter: 2:04,00 min, 23. November 2017 in Santa Marta (ecuadorianischer Rekord)
- 1500 Meter: 4:20,47 min, 1. Juli 2022 in Valledupar
- 3000 Meter: 9:45,67 min, 10. Mai 2024 in Cuiabá